# 戰×戀
《戰×戀》是由日本漫畫家朝倉亮介所創作的漫畫作品。2015年12月12日起至2023年3月10日止於漫畫雜誌《月刊少年GANGAN》連載。2019年5月11日宣佈改編電視動畫。

## 故事大綱
有人曾說「戀愛是少女的力量泉源」，九位為了對抗攻擊人類世界的惡魔而來到現世的少女，在神界的主神「奧丁」主導下強行住進了原本獨居的高中生亞久津拓真的家裡。拓真必須與這些少女「親熱」才能夠提升對方的等級，成為「戰少女」去對付不斷出現的惡魔。偏偏拓真剛好有「人類恐懼症」，雖然外表看起來很凶狠，但內心卻是非常害羞，他要如何提升少女的等級呢？

## 登場角色
亞久津拓真（聲：廣瀨裕也、关根有咲（幼少期））
本作男主角。16歲的男高中生，因外型人高馬大加上面貌兇惡而有著「惡魔」的別名，過去曾因为對他人釋出善意卻被别人误会，以至于把人嚇跑，所以產生严重的人類恐懼症。認為與其與人交際，還不如認真唸書，考取好學校好出人頭地。紧张时会复读知识点，背书。曾经与母亲承诺学习成绩考到年纪第一，最後在學期期末考試終於如願考上年級第一名（排名超越了每次都為榜首的早乙女五夜），履行了與妈妈的約定，人類恐懼症也稍微好轉了點。
能力「书」初期為Lv.5，對戰詩蔻蒂後，Lv.5→Lv.10，发动能力后可以治愈战少女们。拥有奥丁赠予的「世界树之泪」——米斯特汀（斛寄生树）寄生因而有着凌驾死亡的恢复能力。

#### 主神派（戰少女）
全員的本名出自《尼伯龍根的指環》中的9名女武神，來到人間界的目的是要迎擊企圖毀壞人間界的邪神派。半神半人，战斗时变成“战斗体”，平时只是一个普通人。
早乙女七樹／齊克魯娜（聲：本渡楓）
9人中的七女，與五夜、六海同為三胞胎。身高155cm，年齡16歲，能力「劍」，Lv.20→Lv.25。自稱為「僕（ボク）」。跟拓真為同班同學，学习成绩中下。
胸部是三胞胎里面最小。穿着动物图案的内裤。雖然是名美少女但性格上較為粗暴，經常對拓真使用暴力，第一次被拓真拯救後，就對其抱有好感。醉酒后对拓真主动出击，性情大变。
早乙女五夜／史維特萊德（聲：加隈亞衣）
9人中的五女，與六海、七樹同為三胞胎。身高165cm，年齡16歲，能力「鎖」Lv.5→Lv.17。自稱為「私（わたくし）」，有恋父情结。學生會長，且學習成績為年級第一，但在學期期末考試中被努力認真念書的拓真超過，學期期末考試排名為年級第二。
起初並不在乎拓真，單純為了討父親喜愛才積極接近拓真，在一次為了要變身战斗体時，原本會失敗，但被拓真撫摸頭成功變身後，才開始在乎起拓真。雖平時看似充滿自信，大小姐口吻，但其實小时候的性格較為膽怯，總是依靠著三沙和七樹。
早乙女六海／荷姆薇潔（聲：日高里菜）
9人中的六女，與五夜、七樹同為三胞胎。身高：160cm，年齡16歲，能力「翼」Lv.5→Lv.19。性格溫柔可愛，在姊妹中屬於受保護的一方，所以想通過自己的努力來保護家人。当初因为当上偶像以后就可以完成更多战恋任务，于是被家人推选成为偶像出道。因為身為人气上升的偶像『MUTSUMI』所以平時相當忙碌，但學習成績依舊優異（年级前30名内）。胸部是9人中最大的。有妄想症，认为拓真是帅哥。对拓真抱有好感。
早乙女一千花／布倫希爾德（聲：內山夕實）
9人中的長女。身高138cm，年齡25歲，能力「槍」初期為Lv.1，對戰詩蔻蒂後，Lv.1→Lv.5。重度恋妹情结。故事初期並沒有現身過，只會透過電話跟二葉聯繫，並暗中保護妹妹們。红瞳黑衣，三白眼。身材袖珍，只比最小九琉璃高大。因七树无法变身作为接替攻击手而现身。缺乏人界的常识。被七树称为“队长”。
對妹妹們、拓真相當嚴厲，以妹妹们的幸福优先考虑。虽然是半神半人，但能和高等神族战得不分上下。树师“超敏感肌”靠肤感就能察觉敌人，就算Lv1也能用枪横扫敌人，但AP消耗太高战斗体只能维持一秒。对战丝库璐德中，因拓真表现出男子气概（符合理想中男性标准）而开始认可其英灵恋人的身份。
早乙女二葉／葛希德（聲：原由實）
9人中的次女。身高170cm，年齡24歲，能力「城」，是雷神索爾的弟子，Lv.12→Lv.15。身為二姊平時負責照顧妹妹們的起居生活。本身是重度近視，眯眼，因此認真的時候會戴上眼鏡。平时用罐子代替眼镜。
別稱「女王殿下」，在眾姊妹中的實力相當強悍，和姐姐一千花不相伯仲。是初期的戰鬥人員之一。平時看似和藹和親的大姊姊，其實性格有些腹黑。童年时代被父亲提到属于法力较弱的。为此积极锻炼，主动封存视力来敏锐感官提升实力。对战丝库璐德时，一边为一千花吸引注意力一边与许多恶魔战斗。
早乙女三沙／歐特琳德（聲：清水彩香）
9人中的三女。身高163cm，年齡20歲，能力「線」Lv.6→Lv.10。在神界时受到同性喜爱，但缺乏与男性交往经验，内里拥有一颗少女心。平常是一头乱糟糟的绿色短发，外出时還是会整理頭髮。能制造线的替身人偶。相对于倾向战斗狂的一花和二叶，表现最像一个姐姐照顾妹妹们。与七树不同，生气时不会对亚久津使用暴力。被加姆重伤虽然及时用藏在体内的线修复身体伤口，但灵魂已坠入尼福尔海域（灵者的终点）。拓真为救之也进入并冒着尼福尔海域死者眼光成功带回灵魂，最后逃过一劫。
早乙女四乃／瓦爾特勞德（聲：逢田梨香子）
9人中的四女。年龄18岁，能力「铠」。身高120cm（戴頭盔時），脫去頭盔後的實際身高與三沙差不多的银发少女。会称呼其他人作“主人”。平時戴著穿越時間的頭盔“貝格爾米爾”，Lv.2→Lv.3。興趣是看書，經常獨自一人待在拓真家的倉庫看書（漫畫書籍）。
故事初期處於復原階段，所以鮮少現身，並總是帶著一個頭盔，為了復原，所以戴上頭盔後，身體會呈現出8歲小孩子的樣子。
後來離開倉庫，脫去頭盔，以真實的樣子跟姊妹们和拓真見面，令拓真感到某种似曾相识（母亲）。
早乙女八雲／葛琳潔德（聲：河瀨茉希）
9人中的八女。身高145cm，年齡14歲，能力「音」Lv.4→Lv.5。树师“敏感耳”。總是帶著一副耳機，平時沉默寡言，但意外地說話相當毒舌、性格抖S。对拓真常说的话是“变态”、“去死吧”，但被拓真救过以后开始改变。此外还喜欢与姐姐们亲热。
早乙女九瑠璃／羅絲薇瑟（聲：小岩井小鳥）
9人中的九女。身高105cm，年齡7歲，能力「砲」Lv.9→Lv.12。擅长制造各种发明。受姐姐们保护。
蘇（聲：新田日和）
9人的寵物狗。

#### 邪神派
为接下来的“诸神黄昏”降临人界（米斯加德），目前主力在神界的战斗。以进攻人界作为手段，但必须进入人类躯壳这个条件否则他们只能使用Lv.1的能力。散播恶魔生事，收集能量。
犬飼透/"地狱犬"加姆（聲：平川大輔）
學生會書記，真實身分是邪神派成員。暴食狂，喜欢吃快餐（速食）食物。能力「牙」，Lv.1（平常）→Lv.65。能力是寄生型。学园祭篇败露以后，没再去学校而被圆藏匿在家中。邪神派三人对峙一千花时被秒杀并踩在地上，而蘿絲克芙成为人质。「诗」破坏结界和城墙后，与圆成功镇压其他战少女且夺取了米斯特汀，离开前重伤三沙。
詩蔻蒂 / 絲庫璐德（聲：種崎敦美）
戰女神三姐妹第三女。半神半人，亲热后变作“战女神”，变身台词是“女神即是恋爱的象征”。很重视英灵恋人蘿絲克芙。喜歡吃人類世界的各種甜點。能力「卵」Lv.52，無數的卵可孵化出無數的惡魔。能够发动符文与萝丝克芙合体成「诗」。
蘿絲克芙 / 雷斯庫娃（聲：M·A·O）
絲庫璐德的助手，女仆。為絲庫璐德發動戰女神能力的英灵恋人，两人有很深主仆情谊。將詩蔻蒂的其中一枚卵放入自己體內，等卵孵化融合成為惡魔。「诗」被一千花和七树击败后发病，因此丝库璐德不得不带着她撤退。
弓削孝 / 烏勒爾（聲：福圓美里）
谜之少年。负责情报收集。能力“弓”。
公爵
邪神派首领级人物，詳細不明。下诏派出丝库璐德击败战少女和夺取米斯特汀。

#### 神界
時鳴鳥
待补充
奥丁（聲：濱田賢二）
阿斯加德的主神，能力『法』Lv.100。战乙女9人的父亲。选中拓真作为战少女的英灵恋人。会向女儿们传达恶魔出现的神谕。把女仆服当作女性战衣，A书叫作聖书。

#### 其他
亚久津的妈妈（聲：佐藤利奈）
八年前去世留下拓真一人。长相和战少女的四乃相似。
山田（聲：手塚弘道）
亞久津的同學，經常因為害怕亞久津而從窗外掉下去。喜欢六海。
松村（聲：井上雄贵）
学生会副会長。戴眼镜。仰慕会长五夜。
西田（聲：新田日和）
学生会會計。

## 专有用语
等级
战恋任务
恶魔
圣剑
戦乙女（ヴァルキュリー）
神界（アースガルド）の戦士の館（ヴァルハラ）にいる女神。力の源である恋をするほど強くなる。半神半人（ハーフ）なので、戦闘体（せんとうたい）でないときは、普通の人間とほぼ変わらない。
AP
戦乙女等神族（包括恶魔）战斗时所消耗的能量。只要行动（如受到伤害、召唤、攻击）就会持续消耗AP。因攻击或受伤导致耗尽AP时，变身就会解除或消失。AP为0的状况不能够变做战斗体。
樹師
半神半人中罕见的特殊体质者。如一千花的“敏感肌”、八雲的“敏感耳”。
米斯特汀
别名「世界树之泪」，现在是一棵斛寄生树苗。在仅有为三的「世界树之泪」中，这是掌管进化的神界至宝（另外两个代表“停滞”和“丰润”）。分别都是超高密度的法力结晶体，而且掌握在主神派的手上，因而在邪神派战力占优情况下无法全面开战。现用尽力量以这个姿态沉睡着。会寄生在持有者体内让其能力超强化。

## 出版書籍
| 集數 | 史克威爾艾尼克斯 | 史克威爾艾尼克斯       | 東立出版社    | 東立出版社             | 封面人物 |
| 集數 | 發售日期         | ISBN                   | 發售日期      | ISBN                   | 封面人物 |
| ---- | ---------------- | ---------------------- | ------------- | ---------------------- | -------- |
| 1    | 2016年6月2日     | ISBN 978-4-7575-5014-8 | 2018年8月20日 | ISBN 978-957-26-1224-8 | 七樹     |
| 2    | 2016年10月22日   | ISBN 978-4-7575-5124-4 | 2019年9月10日 | ISBN 978-957-26-1225-5 | 六海     |
| 3    | 2017年5月22日    | ISBN 978-4-7575-5343-9 | 2019年10月4日 | ISBN 978-957-26-1226-2 | 五夜     |
| 4    | 2017年9月22日    | ISBN 978-4-7575-5475-7 |               |                        | 八雲     |
| 5    | 2018年3月22日    | ISBN 978-4-7575-5654-6 |               |                        | 二葉     |
| 6    | 2018年10月22日   | ISBN 978-4-7575-5872-4 |               |                        | 一千花   |
| 7    | 2019年5月11日    | ISBN 978-4-7575-6116-8 |               |                        | 三沙     |
| 8    | 2019年9月12日    | ISBN 978-4-7575-6270-7 |               |                        | 九琉璃   |
| 9    | 2019年11月12日   | ISBN 978-4-7575-6372-8 |               |                        | 四乃     |
| 10   | 2020年4月11日    | ISBN 978-4-7575-6587-6 |               |                        |          |
| 11   | 2020年10月12日   | ISBN 978-4-7575-6892-1 |               |                        |          |
| 12   | 2021年3月12日    | ISBN 978-4-7575-7148-8 |               |                        |          |
| 13   | 2021年8月11日    | ISBN 978-4-7575-7418-2 |               |                        |          |
| 14   | 2022年2月12日    | ISBN 978-4-7575-7737-4 |               |                        |          |
| 15   | 2022年8月10日    | ISBN 978-4-7575-8072-5 |               |                        |          |
| 16   | 2023年5月11日    | ISBN 978-4-7575-8565-2 |               |                        |          |

## 電視動畫
2019年10月起在AT-X台首播，由濱田賢二擔任旁白。

### 製作人員
- 原作：朝倉亮介（連載 月刊少年GANGAN SQUARE ENIX）
- 監督：直谷隆
- 系列構成：高橋龍也
- 人物設計：立石聖
- 總作畫監督：立石聖、小林利充、小美戶幸代
- 美術監督：松宮正純、小崎弘貴[7]
- 色彩設計：長澤亮司
- 攝影監督：久野充博
- 編輯：石井知
- 音響監督：森下廣人（日语：森下広人）
- 音響製作：DAX Production Inc.（日语：ダックスプロダクション）
- 音樂：TECHNOBOYS PULCRAFT GREEN-FUND
- 音樂製作：愛貝克思影業
- 動畫製作：Hoods Entertainment
- 製作：「戰×戀」製作委員會

### 主題曲
片頭曲「for... 」（第6話插入曲）
作詞：Satomi，作曲：黑須克彥，編曲：田中隼人，主唱：逢田梨香子
片尾曲
全作詞、作曲、編曲：TECHNOBOYS PULCRAFT GREEN-FUND
「UP-DATE × PLEASE!!! ver 1.7.8」（第1、4、6、12話）
主唱：早乙女一千花（内山夕實）、早乙女七樹（本渡楓）、早乙女八雲（河瀨茉希）
「UP-DATE × PLEASE!!! ver 2.6.9」（第3、5、8、11话）
主唱：早乙女二葉（原由實）、早乙女六海（日高里菜）、早乙女九瑠璃（小岩井小鳥）
「UP-DATE × PLEASE!!! ver 3.4.5」（第2、7話）
主唱：早乙女三沙（清水彩香）、早乙女四乃（逢田梨香子）、早乙女五夜（加隈亞衣）

### 各話列表
| 話數   | 日文標題 | 中文標題             | 劇本     | 分鏡     | 演出     | 作畫監督 | 總作畫監督                  | 改編自原作 （標題出自原作） | 下集预告旁白     |
| ------ | -------- | -------------------- | -------- | -------- | -------- | --- | --------------------------- | --------------------------- | ---------------- |
| 第1話  |          | 戰少女               | 高橋龍也 | 直谷隆   | 淺見松雄 | 青野厚司 | 立石聖、小林利充            | 第1、2話 （第1話）          | 七樹、拓真       |
| 第2話  |          | 束縛少女             | 高橋龍也 | 西田正義 | 中村良   | Kwon Oh sik、Joung Eun Joung Won Chang hee、Lim Keun soo                                                                     | 立石聖、小美戶幸代          | 第3、4話 （第3話）          | 七樹、五夜       |
| 第3話  |          | 秘密少女             | 山田哲彌 | 西田正義 | 淺見松雄 | 大塚八愛 | 立石聖、小林利充            | 第6、7話 （第6話）          | 六海、五夜       |
| 第4話  |          | 服侍少女             | 兵頭一步 | 直谷隆   | 淺見松雄 | Kwon Oh sik、Joung Eun joung Won Chang hee、中林蘭子                                                                         | 立石聖、小美戶幸代          | 待补充                      | 二葉、六海       |
| 第5話  |          | 信任少女             | 山田哲彌 | 西田正義 | 神原敏昭 | 齊藤香織、服部益實 中島美子、小林利充 中林蘭子                                                                               | 立石聖、小林利充            | 待补充                      | 三沙、二葉       |
| 第6話  |          | 赤裸少女             | 山田哲彌 | 西田正義 | 淺見松雄 | 青野厚司 | 立石聖、小美戶幸代          | 待补充                      | 九琉璃、三沙     |
| 第7話  |          | 牽絲少女             | 兵頭一步 | 直谷隆   | 三好なお | 大塚八愛 | 立石聖、小林利充            | 待补充                      | 八雲、九琉璃     |
| 第8話  |          | 強化少女             | 高橋龍也 | 西田正義 | 淺見松雄 | 山村俊了、扇多惠子 飯飼一幸、森悅史 中島美子、山崎千繪                                                                       | 立石聖、小美戶幸代          | 待补充                      | 五夜、六海、七树 |
| 第9話  |          | 觸碰少女與被觸碰少女 | 兵頭一步 | 西田正義 | 淺見松雄 | Kwon Oh sik、Jeong Yeon soon Ahn Hyo jeong、Lim Keun soo                                                                     | 立石聖、小林利充            | 待补充                      | 一千花、拓真     |
| 第10話 |          | 酩酊少女             | 山田哲彌 | 西田正義 | 三好なお | 青野厚司 | 立石聖、小美戶幸代          | 待补充                      | 七树、八云       |
| 第11話 |          | 認同少女             | 高橋龍也 | 直谷隆   | 神原敏昭 | 扇多惠子、大原大 遠藤省二、千島知明 福山映二、吉岡勝 菊池一真、齋藤香織 中林蘭子、中島美子 柿原剛、西見昌一郎 震雷、小林利充 | 立石聖、小林利充 青野厚司   | 待补充                      | 拓真、战少女们   |
| 第12話 |          | 戀愛少女             | 高橋龍也 | 直谷隆   | 淺見松雄 | 大塚八愛、山崎千繪 青野厚司、小林利充                                                                                        | 立石聖、小美戶幸代 小林利充 | 待补充                      | 不適用           |

### BD
| 卷數 | 發售日期       | 收錄話數       | 規格編號   |
| ---- | -------------- | -------------- | ---------- |
| 1    | 2019年12月20日 | 第1話－第3話   | EYXA-12795 |
| 2    | 2020年1月17日  | 第4話－第6話   | EYXA-12796 |
| 3    | 2020年2月21日  | 第7話－第9話   | EYXA-12797 |
| 4    | 2020年3月20日  | 第10話－第12話 | EYXA-12798 |

## 外部連結
- Gangan NET （页面存档备份，存于）（日語）
- 電視動畫《戰×戀》官方網站 （页面存档备份，存于）（日語）
- 電視動畫《戰×戀》官方的X（前Twitter）（日語）